# АЕС Гантерстон Б
Атомна електростанція Гантерстон Б — закрита атомна електростанція AGR у Північному Ерширі, Шотландія. Розташована приблизно за 6 миль (9,7 км) на південь від Ларгса та приблизно за 2,5 милі (4,0 км) на північний захід від Вест-Кілбрайда на узбережжі Ферт-оф-Клайд. В даний час ним керує EDF Energy, і він почав виробляти електроенергію в 1976 році. Станція припинила генерацію 7 січня 2022 року. 
19 травня 2022 року EDF оголосила про початок вивантаження палива на двох блоках Гантерстон Б. Очікується, що цей процес триватиме понад три роки, і він передбачає повне спорожнення всіх паливних каналів з обох реакторів. Повністю завантажені ємності з використаним паливом планується відправляти з об’єкта залізницею до Селлафілду три рази на тиждень. 
Гантерстон Б схожий за дизайном на станцію Hinkley Point B, яка припинила роботу в серпні 2022 року.

## Історія
Будівництвом Гантерстон Б займався консорціум, відомий як The Nuclear Power Group (TNPG). Два сучасні газоохолоджувані реактори (AGR) були поставлені компанією TNPG, а турбіни — CA Parsons & Co.  Гантерстон Б почав виробляти електроенергію 6 лютого 1976 року.
3 грудня 1977 року The Times повідомила, що морська вода потрапила в реактор через модифікацію вторинної системи охолодження. Система вторинного охолодження використовує прісну воду для охолодження деталей, включаючи підшипники газових циркуляційних насосів, які циркулюють охолоджувач вуглекислого газу (CO2) через реактор до котлів. Виник невеликий витік CO2 через ущільнювач, і була встановлена обвідна труба для видалення води, забрудненої CO2, до охолоджувачів морської води. Коли на реакторі були проведені роботи з технічного обслуговування і тиск у системі охолодження газу було знижено, морська вода змогла повернутися по цій обвідній трубі в реактор. Залишкове тепло реактора було таким, що морська вода швидко випаровувалася, залишаючи відкладення солі в реакторі навколо газового контуру. Тоді було підраховано, що реактор може не працювати протягом року, а ремонт може коштувати 14 мільйонів фунтів стерлінгів, і що тарифи на електроенергію мають піднятися на 1-2 відсотки. У лабораторіях рідинного потоку компанії Nuclear Power Company (NPC) Whetstone, Лестершир, було проведено масштабну роботу з моделювання, щоб визначити, де могла відкладатися сіль, і техніками було успішно видалено сіль за допомогою пилососів, і завод повернувся до роботи.
У лютому 1997 року виникло занепокоєння, що забруднений CO2  із заводу потрапив у три автоцистерни, а потім потрапив у харчовий ланцюг через безалкогольні напої та пиво.  Carlsberg-Tetley вилучила всі свої газові балони в Шотландії. У грудні 1998 року стався інцидент рівня 2 INES після того, як сильний вітер і морські бризки вивели з ладу всі чотири лінії електропередачі, що вели до цього місця, під час шторму в День подарунків 1998 року. Після численних збоїв в електромережі за короткий проміжок часу не вдалося запустити аварійні дизель-генератори. Зазвичай, за відсутності живлення для насосів охолодження реактора, реактор пасивно охолоджується. Однак система аварійного керування, яка б ініціювала пасивне охолодження, не спрацювала, оскільки її не було скинуто. Охолодження реактора було відновлено через чотири години. Виникла значна плутанина та затримка у відновленні електроенергії, оскільки схеми заводу та системи безпеки були комп’ютеризовані, але були виведені з ладу через відсутність електроенергії. Завдяки невід'ємним запасам безпеки конструкції реактора AGR не було пошкодження реактора, і станція могла б витримати втрату охолодження протягом 20 години. Подальше розслідування дало кілька рекомендацій: переробити ізолятори на 400 ЛЕП, встановлення додаткових 132 лінія електропередач кВ для аварійного живлення, друга будівля дизель-генератора, віддалена від першої, встановлення джерела безперебійного живлення для систем безпеки реактора та основного комп’ютерного обладнання, надання друкованих копій схем станції та протоколів надзвичайних ситуацій, а також переглянуті процедури навчання персоналу, включаючи моделювання кількох одночасних збоїв системи, через виявлення забруднення в одному.
У 2006 році в доповіді, підготовленій на замовлення Грінпіс, висловлювалося занепокоєння щодо того, що в активній зоні графітового сповільнювача в кожному з двох реакторів Хантерстон-Б могли виникнути структурні проблеми у вигляді розтріскування цегли (як на аналогічних електростанціях AGR).
Його чиста електрична потужність становила 1215 МВт. У 2007 році реактори були обмежені до роботи на зниженому рівні близько 70% від повної потужності (близько 850 МВт нетто). Подальші роботи під час зупинок на технічне обслуговування призвели до того, що реактор 3 працював приблизно на 82% (540 МВт нетто) на початку 2011 року, а реактор 4 приблизно на 73% (480 МВт нетто). Загалом це дорівнює приблизно 1020 МВт валової продукції від генераторів. Внутрішнє навантаження 90 МВт доводить чистий вихід приблизно до 930 MWe. Гантерстон Б здатний забезпечити потреби в електроенергії понад 1 мільйонів будинків.
Спочатку Гантерстон Б планувалося працювати до 2011 року. У 2007 році планову експлуатацію продовжено на п'ять років до 2016 року. У грудні 2012 року EDF заявила, що може (технічно та економічно) працювати до 2023 року.

### Тріщини графітового ядра

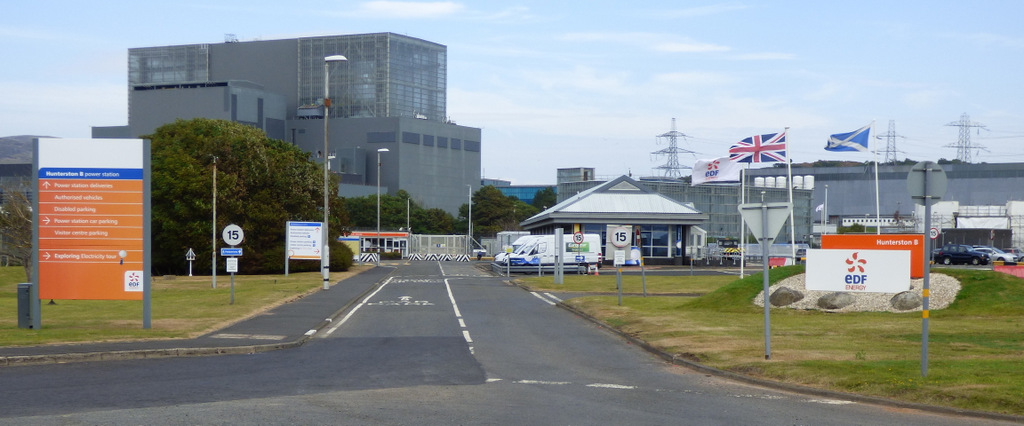
Гантерстон Б у 2018 році

У жовтні 2014 року повідомлялося, що після планових перевірок, які почалися в серпні 2014 року, в одному з реакторів на станції були виявлені тріщини. Постраждали дві з приблизно 3000 графітових цеглинок в активній зоні четвертого реактора в Хантерстоні. Оператор станції, EDF Energy, сказав, що розтріскування, як прогнозувалося, відбудеться в міру старіння станції, і сказав, що проблема не вплине на безпечну роботу реактора.
У жовтні 2016 року було оголошено, що супершарнірні стрижні керування будуть встановлені в реакторі через побоювання щодо стабільності графітових ядер реакторів. Управління ядерного регулювання (ONR) висловило занепокоєння щодо кількості розломів у шпонкових пазах, які з’єднують графітові цеглини в ядрі. Незвичайна подія, наприклад землетрус, може дестабілізувати графіт так, що звичайні керуючі стрижні, які вимикають реактор, не зможуть бути вставлені. Надшарнірні стрижні керування повинні вставлятися навіть у дестабілізоване ядро.
На початку 2018 року в реакторі 3 під час запланованого відключення спостерігалася більша кількість нових тріщин у шпонкових пазах, ніж було змодельовано, і в травні 2018 року EDF оголосила: «Хоча реактор 3 Хантерстона B може повернутися до роботи після поточного відключення, він залишатиметься в автономному режимі. в той час як компанія працює з регулятором, щоб переконатися, що довгострокове обґрунтування безпеки відображає висновки нещодавніх інспекцій і включає результати, отримані в результаті іншого аналізу та моделювання».
У грудні 2018 року EDF відклала передбачувану дату повернення в експлуатацію до березня 2019 року для реактора 4 та квітня 2019 року для реактора 3, щоб забезпечити подальшу роботу з моделювання та новий сейсмічний аналіз. У березні 2019 року були оприлюднені фотографії розтріскування, а EDF заявила, що має намір отримати дозвіл від ONR на перезапуск реактора 3 шляхом підвищення робочого ліміту кількості тріщин. Виявлено близько 370 переломів, в середньому 2 мм (0,079 дюйма) шириною, приблизно в 10% графітових цеглин в активній зоні реактора. Це перевищило експлуатаційний ліміт у 350 тріщин, і EDF має намір представити нове обґрунтування безпеки для експлуатаційного ліміту в 700 тріщин. 
Один реактор було перезапущено 25 серпня 2019 року, а потім знову зупинено 10 грудня 2019 року. У серпні 2020 року EDF отримала регулюючий дозвіл на перезапуск двох реакторів у серпні та вересні 2020 року відповідно, перш ніж перейти до вивантаження палива та виведення з експлуатації станції не пізніше 7 січня 2022 року  26 листопада 2021 року перший реактор, 3-й енергоблок, остаточно відключили. Реактор 4 було зупинено опівдні 7 січня 2022 року, завершивши 46 років генерації на станції.